# Československá hokejová reprezentace v sezóně 1920/1921
V sezóně 1920/21 hrála reprezentace jediné oficiální utkání. Ve Stockholmu se utkala s týmem Švédska  o titul mistra Evropy, ve kterém prohrála 4:6. Jedinou přípravou národního týmu byla dvě utkání proti výběru Stockholmu 2:1 a klubu IK Göta 2:7.

## Přehled mezistátních zápasů
| Pořadí | Datum          | Soupeř  | Výsledek       | Soutěž                  | Místo utkání |
| ------ | -------------- | ------- | -------------- | ----------------------- | ------------ |
| 18.    | 21. února 1921 | Švédsko | 4:6 (1:4, 3:2) | Mistrovství Evropy 1921 | Stockholm    |

## Další zápasy reprezentace
| Datum          | Soupeř           | Výsledek       | Soutěž    | Místo utkání |
| 18. února 1921 | výběr Stockholmu | 2:1 (1:0, 1:1) | přátelsky | Stockholm    |
| 20. února 1921 | IK Göta          | 2:7 (1:3, 1:4) | přátelsky | Stockholm    |

- 18. 2. 1921 Utkání ČSR - výběr Stockholmu česká strana správně neuznává jako oficiální. Švédská strana ho za oficiální považuje.

## Bilance sezóny 1920/21
| Soupeř  | Zápasy | Výhry | Remízy | Prohry | Skóre |
| ------- | ------ | ----- | ------ | ------ | ----- |
| Švédsko | 1      | 0     | 0      | 1      | 4:6   |
| Celkem  | 1      | 0     | 0      | 1      | 4:6   |

## Reprezentovali v sezóně 1920/21
| Post    | Jméno              | Zápasy | Branky | Klub                       |
| Brankář | Karel Wälzer       | 1      | 6      | Česká sportovní společnost |
| Obránce | Jan Palouš         | 1      | 0      | Česká sportovní společnost |
| Obránce | Karel Pešek        | 1      | 1      | AC Sparta Praha            |
| Útočník | Jaroslav Jirkovský | 1      | 1      | SK Slavia Praha            |
| Útočník | Karel Hartmann     | 1      | 0      | Česká sportovní společnost |
| Útočník | Valentin Loos      | 1      | 1      | SK Slavia Praha            |
| Útočník | Otakar Vindyš      | 1      | 0      | SK Slavia Praha            |
| Útočník | Josef Šroubek      | 1      | 1      | AC Sparta Praha            |

## Další zápasy reprezentace
Československo  -   výběr Stockholmu (AIK, IFK a Göta) 2:1 (1:0, 1:1)
18. února 1921 (19:30) - Stockholm

Branky Československa:  17. Valentin Loos, 29. Karel Pešek.

Branka Stockholmu:  31. Einar Svensson.

Rozhodčí: Raoul Le Mat (USA)

Vyloučení Československa: 12. Valentin Loss na 2min., 12. Jan Palouš na 2min., 27. Josef Šroubek na 2min. 

Vyloučení Stockholmu: 4x na 2 minuty, 1x na 4 minuty. 
ČSR: Karel Wälzer - Jan Palouš, Otakar Vindyš – Jaroslav Jirkovský, Josef Šroubek (32. - 36. Karel Hartmann), Karel Pešek – Valentin Loos.
výběr Stockholmu: Uno Folcker - Ivar Reuterswärd, Einar Svensson - Erik Abrahamsson, Bengt Uggla, Gunnar Galin - Gustaf Johansson.
 Československo  -   IK Göta 2:7 (1:3, 1:4)
20. února 1921 (13:00) - Stockholm

Branky Československa: 1:0 14. Josef Šroubek, 28. Jaroslav Jirkovský.

Branky a nahrávky IK Göta: 1:1 14. Erik Burman (Georg Johansson-Brandius), 17. Erik Burman (Georg Johansson-Brandius), 19. Georg Johansson-Brandius, 26. Georg Johansson-Brandius, 30. Erik Burman, 33. Georg Johansson-Brandius, 36. Erik Burman.

Rozhodčí:  ???

Vyloučení Československa: 8. Josef šroubek na 2min, 31. Valentin Loss na 2min. 

Vyloučení IK Göta: 4x na 2 minuty.
ČSR: Karel Wälzer - Jan Palouš, Otakar Vindyš – Karel Hartmann, Josef Šroubek, Karel Pešek – Valentin Loos, Jaroslav Jirkovský.
IK Göta: Einar Olsson - Wilhelm Arwe, Einar Lundell - Georg Johansson-Brandius, Einar Svensson, Erik Burman - Gustaf Johansson.